# Valutacentralen
Valutacentralen var navnet på Nationalbankens valutakontor, som 1924-1926 og igen 1932-1940 administrerede brugen af fremmed valuta. I almindelighed hentydes der til den sidste periode, når der tales om Valutacentralen.

## Den første valutacentral
Formålet for den første valutacentral var at styrke den danske krones internationale værdi. Den blev oprettet ved lov 29. marts 1924 og ophørte med at fungere ved udgangen af 1926. Handelsministeriet og Nationalbanken udpegede en bestyrelse med tre medlemmer til at overvåge størrelsen på private valutabeholdninger og -tilgodehavender og godkende brugen af fremmed valuta ved import. Også valutahandel blev overvåget og kontrolleret af bestyrelsen.

## Baggrunden for den anden valutacentral
England valgte 21. september 1931 at forlade guldmøntfoden, det vil sige ikke længere lod seddeludstedelsens størrelse være knyttet til landets guldreserver. I første omgang tøvede den danske regering med at følge England og fritage Nationalbanken for dens forpligtelser til at udlevere guld mod indlevering af sedler.
Det blev dog hurtigt klart, at man ikke kunne bevare kronen i pari, det vil sige bevare fuld omvekslelighed mellem sedler og guld. 57% af den danske eksport gik til England. Med den engelske devaluering, man måtte forvente, ville eksportindtægterne uvægerligt falde, da danske varer ville blive dyrere målt i engelske pund. Samtidig var der ikke udsigt til, at importudgifterne ville falde, da det hovedsageligt var Tyskland, USA og andre guldfodslande, der leverede Danmarks import. Derfor måtte man forudse et pres på betalingsbalancen, der ville blive yderligere forværret af, at importørerne ville forsøge at fremskynde deres betalinger, fordi en eventuel dansk devaluering ville betyde større udgifter for importørerne målt i danske kroner.
29. september 1931 blev Nationalbanken ved lov løst fra forpligtelsen til at veksle sedler til guld. En årsag var protester fra landbruget over den nedgang i eksportindtægterne, som ville blive en følge af at fastholde guldfoden. Det var også af betydning, at Norge og Sverige 27. september om aftenen havde meddelt, at de ville forlade guldet. Endelig havde Nationalbanken svært ved at holde kontrol med valutakurserne uden at tage voldsomme diskontoforhøjelser og kreditindskrænkninger i brug.
Ved et møde i Nationalbanken 5. oktober 1931, hvor handelsminister C.N. Hauge og hovedbankerne deltog, besluttede man, at der skulle ske en frivillig rationering af kreditten til importører, mens de indenlandske producenter ikke skulle være underlagt kreditrationeringen. Denne frivillige rationering skulle beskytte Danmarks valutareserver, der ikke længere kunne hjælpes ved långivning fra udlandet, da denne hørte op. Importen af nødvendigheder og råvarer til landbrug og industri skulle sikres på bekostning af forbrugsvarer.
Den frivillige kreditrationering havde imidlertid ikke den ønskede effekt. Nationalbankens valutareserver faldt fra godt 50 millioner kroner i slutningen af oktober til cirka 20 millioner kroner i midten af november 1931. Derfor blev Lov om foranstaltninger til værn for den danske valuta vedtaget 18. november 1931.
Valutaproblemerne fortsatte imidlertid også herefter. I slutningen af november måtte Nationalbanken eksportere for cirka 20 millioner kroner guld for at styrke valutabeholdningen. Og senere blev det nødvendigt med yderligere guldsalg. Selvom problemerne blev mindre mod årets slutning, var det klart, at den eksisterende valutakontrol ikke var tilstrækkelig til at løse problemerne med valutabeholdningen.

## Vedtagelsen af Valutacentralen
30. januar 1932 blev der vedtaget en ny Lov om foranstaltninger til værn for den danske valuta til erstatning for loven af 18. november 1931. Den nye lov indeholdt blandt oprettelsen af Valutacentralen.
Anledningen var ikke en akut valutakrise, men en forhøjelse af den tyske smørtold. Man forventede, at den fordobling af tolden, der blev meddelt 19. januar, ville nedbringe den danske smøreksport til Tyskland fra over 30.000 tons til 5.000 tons, der var den mængde, man kunne indføre til en lavere toldsats.
Partiet Venstre, der traditionelt repræsenterede landbrugets interesser og gik ind for en liberal handelspolitik, blev så foruroliget ved udsigten til den voldsomme reduktion i smøreksporten til Tyskland, at partilederen Thomas Madsen-Mygdal fandt det nødvendigt at sikre den danske eksport ved handelspolitiske indgreb, der enten kunne være told eller importregulering. Af de to muligheder mente man, at reguleringen var mest effektiv.
Reguleringsloven skulle være midlertidig og fik derfor i første omgang en gyldighedsperiode på to måneder. Loven blev uden problemer forlænget med yderligere to måneder, men derefter var Venstre og de Konservative ikke længere varm på ideen. Den socialdemokratiske regering fastholdt imidlertid, at Valutacentralen var den bedste løsning og udskrev valg i efteråret 1932 på valutaloven. Resultatet blev en sejr til den siddende regering og dermed en videreførelse af den eksisterende valutalovgivning. Et lignende forløb gentog sig ved valget i 1935.

## Valutacentralens formål
Der var tre hovedformål med Valutacentralen og de samtidig vedtagne lovindgreb:
1. Valutarisk: skabe kontrol med handlen i fremmed valuta og derved holde kronens kurs fast i forhold til det engelske pund.
2. Handelspolitisk: øge importen fra England på Tysklands bekostning for at bevare eksporten til England.
3. Beskæftigelsesmæssigt: stimulere den indenlandske foretagsomhed ved at øge den indenlandske produktion.

Det valutariske formål skulle opfyldes ved, at alle indtægter fra udlandet skulle hjemtages og veksles til dansk valuta. Den hjembragte valuta skulle øjeblikkelig overdrages til Nationalbanken eller banker godkendt af Nationalbanken og ville blive vekslet til en af Nationalbanken officielt fastsat kurs.
Nationalbanken skulle være ene om at forsyne danskerne med udenlandsk valuta, og samtidig skulle al import forhåndsgodkendes af Nationalbanken via den nyoprettede valutacentral, der blandt andet blev administreret af nationalbankdirektør F.C.G. Schrøder. Dermed skulle det være muligt at reducere importen så kraftigt, at valutabeholdningen ikke i fremtiden ville opleve det pres, som man havde set i efteråret 1931.
Handelspolitisk ønskede man at favorisere England frem for Tyskland, fordi man håbede at kunne sikre eksportmulighederne til det engelske marked ved at mindske skævheden i handelsbalancen i forhold til England. I 1929 havde Danmark importeret for 263 millioner kroner fra England, men eksporten havde været på 963 millioner kroner, det vil sige et dansk overskud på samhandelen med England på 700 millioner kroner.
De første kriseår betød for England faldende priser på landbrugsvarer og øget konkurrence for de engelske landmænd på grund af øget dansk animalsk produktion, som man søgte at afsætte på det velkendte engelske marked. Dette førte til en aviskampagne i dele af den britiske presse, der vendte sig stærkt mod, at Danmark uhindret kunne afsætte størstedelen af landbrugseksporten på det engelske marked, men kun købte engelske industrivarer for et langt mindre beløb. Man forlangte, at Danmark skulle øge importen fra England i stedet for at købe varer i Tyskland, der med stadig højere toldsatser lagde hindringer i vejen for salget af de danske landbrugsvarer.
Den indflydelse, Valutacentralen skulle have på beskæftigelsen, skulle ske indirekte via den mængdebegrænsning, den medførte. Der var to muligheder for at få de indenlandske producenter til at øge produktionen og dermed sætte beskæftigelsen i vejret: øge efterspørgslen eller mindske produktionsomkostningerne. Efterspørgslen kunne stige, hvis importbegrænsninger omsatte sig i højere priser på de konkurrerende udenlandske varer. Produktionsomkostningerne mente man ville falde, hvis det mindskede pres på valutareserverne ville medføre en lavrentepolitik.
Et særligt forhold ved Valutacentralen var, at den primært skulle udstede importtilladelser – valutaattester – til råstoffer og produktionsmidler til eksportvirksomheder og anden produktiv virksomhed. Dermed var det først og fremmest færdigvarerne, der ville stige i pris på grund af mindsket udbud, mens råvarernes pris ville forblive på samme niveau som før. Dermed ville der være skabt mulighed for, at danske virksomheder kunne iværksætte en produktion af færdigvarer, som med den tidligere forskel mellem råvarepriser og færdigvareprisser ikke havde kunnet betale sig.

## Valutacentralens virkninger

### Valutarisk effekt
Efter Valutacentralens indførsel var det ikke længere nødvendigt at bruge kronekursen til at regulere handelsbalancen, da denne nu skulle reguleres via importrestriktionerne. I stedet kunne man bruge valutakursen til at regulere den indenlandske indkomstfordeling og beskæftigelsen.
Ved at sænke den danske krones værdi i forhold til andre valutaer ville det store danske eksporterhverv, landbruget, opnå øgede indtægter. Også den eksporterende industri ville kunne opnå fordele ved sænkning af kronens værdi. Importørerne af udenlandske varer – primært handelssektoren – måtte imidlertid forvente, at højere valutakurser ville betyde prisstigninger på det danske marked og dermed mindsket omsætning. Også for grupper med gæld i udlandet var der modstand mod en devaluering, da deres gæld ville blive forøget målt i danske kroner. Indenlandske kreditorer kunne hævde, at deres tilgodehavender blev mindre værd, og fastlønnede nærede samme frygt for værdien af deres løn. Endelig var der handelspolitisk fare for særtold, der ville fjerne eksportørernes fordel.
Valutacentralen skulle holde en stabil kronekurs i forhold til det engelske pund. Dette lykkedes ikke helt i 1932 frem til slutningen af august, hvor man fastsatte en maksimumkurs på 20 for engelske pund. Det skete samtidig med, at man ophævede afleveringspligten for udenlandsk valuta, og man opgav en nominel kursnotering, hvor man købte valuta til en fastlagt kurs, men ikke forpligtede sig til at sælge valuta til denne kurs. Herefter lykkedes det resten af 1932 at holde kursen på engelske pund under 20. Det kunne man primært fordi Valutacentralens importregulering havde skabt ligevægt på handelsbalancen.
I januar 1933 begyndte kursen på engelske pund imidlertid at stige igen. Man indså, at man ikke kunne holde en maksimumkurs på 20, og som en del af Kanslergadeforliget ændrede man maksimumkursen til 22,50. Herefter lå pund-kursen mellem 22,40 og 22,50, indtil man i juli 1933 fastsatte den til 22,40, som den siden holdt. Det kunne lade sig gøre, fordi man nu kunne afhjælpe presset på valutareserverne med lån i udlandet. I juni 1935 var Nationalbankens valutapassiver således 129,2 millioner kroner større end dens valutaktiver. Valutacentralen kunne således ikke alene klare det valutariske formål.

### Handelspolitisk effekt
Den ønskede omstrukturering af den danske import blev opnået i perioden efter Valutacentralens indførelse. Hvor importen fra England 1929-1931 var cirka 15% af den samlede danske import, var den i 1935 steget til cirka 35%. Samtidig faldt Tysklands andel fra knap 35% til 21,3% i 1934, hvorefter den dog steg lidt og lå omkring 25% resten af 1930'erne. Det var dog næppe Valutacentralen alene, der forårsagede dette.
En handelsoverenskomst mellem Danmark og England fra april 1933 sikrede Danmark mod toldstigninger på animalske landbrugsvarer og England forpligtede sig på en vis størrelse af importen fra Danmark. Danmark skulle på den anden side øge importen fra England og blandt andet få 80% af kulimporten fra England. Som følge deraf steg Englands del af kulimporten fra 54% i 1929 til 81% i 1934.
For Tysklands vedkommende indgik man 1. marts 1934 en handelstraktat, en såkaldt clearingaftale. Tyskland lovede ikke at hæve tolden på en række varer, og Danmark lovede at tage hensyn, når Valutacentralen udstedte valutaattester. I praksis blev det sådan, at Tyskland købte varer i Danmark for et beløb, der svarede til Danmarks indkøb i Tyskland det forudgående kvartal fratrukket et fast beløb. Når den danske eksport til Tyskland steg derfor i takt med importen i årene 1935-1936, og eksportstigningen var derfor et tegn på øget samhandel.
Politiken med at fastholde en fast kurs på det engelske pund havde også betydet, at kursen på den tyske mark steg voldsomt. Fra september 1931 til 1935 steg den således ikke mindre end 91,5%, mens stigningen i kursen på pund holdt sig under 25%. Derved blev importvarer fra England forholdsvis billigere end varer fra Tyskland og dette ville i sig selv have medført en omlægning af importen.

### Beskæftigelsesmæssig effekt
Valutacentralen skulle som sagt mindske importen af færdigvarer og bevare importen af råvarer til produktion. I perioden 1931-1937 faldt færdige forbrugsvarers andel af importen fra 22,5 % til 10,4 %, og fra og med 1933 udgjorde råvarer til landbruget en faldende andel, mens råvarer til industrien steg.
På dette område lykkedes målsætningen altså. På det danske marked steg den indenlandske del af forbruget af industrivarerne til 65-70% efter 1932, hvor den før havde været 56-57 %. Industriproduktionen steg med 28% de første to år efter Valutacentralens indførelse, mens beskæftigelsen steg med 25 %. Denne udvikling forsatte resten af 1930'erne.
Igen er det nok næppe ene og alene Valutacentralen, der var skyld i dette. Devalueringen i forbindelse med Kanslergadeforliget i 1933 havde gjort den udenlandske forarbejdning dyrere, sådan at prisforskellen mellem råvarer og færdigvarer steg i danske kroner. Forarbejdning, der før havde været billigere i udlandet, kunne nu rentabelt foregår i Danmark.
Det var heller ikke Valutacentralen der var ansvarlig for den øgede efterspørgsel på industrivarer i Danmark i 1930'erne. Der var således en årlig gennemsnitlig vækstrate på 3,7 % i 1930'erne for salget af varer fra den danske industri. Selvom man vil tilskrive Valutacentralen hele æren for at have sænket importens andel af industrivaresalget i Danmark kan det kun forklare en stigning på 286 millioner kroner i løbende priser, men ikke de 967 millioner kroner i løbende priser, som forbruget derudover steg med. Her må årsagerne være en generel konjunkturforbedring efter 1932, modernisering af vareudvalget så det bedre svarede til efterspørgslen, og de lavere fødevarepriser, der frigjorde flere midler til køb af industrivarer.
Valutacentralen kan dog have spillet en vis rolle i at muliggøre en lavrentepolitik, der mindskede omkostningerne for nogle grupper af erhvervsdrivende. Gennem fem nedsættelser af diskontoen i perioden marts 1932 til november 1933 faldt diskontoen fra 6% til 2,5 %. Først i august 1935 hævede man igen diskontoen. Det er dog omdiskuteret, hvor meget rentesænkningen reelt betød for beskæftigelsen.

## Valutacentralens afvikling
10. august 1940 blev Valutacentralen nedlagt og personalet afskediget. Umiddelbart herefter blev det genantaget til det herefter oprettede Direktorat for Vareforsyning.